# Henry A. Crabb
Henry Alexander Crabb (desconhecido - 7 de abril de 1857) foi um soldado estadunidense e um antigo membro do Senado Estatal da Califórnia, o qual atuou durante um mandato que encerrou em 1854. Depois de perder a reeleição no outono de 1856, organizou uma expedição de flibusteira para o estado mexicano de Sonora para ajudar os rebeldes liberais na Guerra da Reforma em curso no México, especificamente o líder dos liberais em Sonora, Ygnacio Pesqueira. Depois que Crabb atravessou a fronteira, no entanto, Pesqueira se voltou contra ele e as forças de Crabb foram derrotadas em uma batalha de oito dias em Caborca em abril de 1857. Os sobreviventes, incluindo Crabb, foram capturados e executados pelos rebeldes no que foi chamado de Massacre de Crabb.